# Feta Ahamada
Feta Ahamada (Clichy, 24 giugno 1987) è una velocista comoriana.
Ha rappresentato lo stato insulare in due edizioni dei Giochi olimpici a Pechino 2008 e Londra 2012. In entrambe le occasioni è stata portabandiera della delegazione nazionale.

## Palmarès
| Anno | Manifestazione                         | Sede         | Evento      | Risultato  | Prestazione | Note  |
| ---- | -------------------------------------- | ------------ | ----------- | ---------- | ----------- | ----- |
| 2007 | Giochi delle isole dell'Oceano Indiano | Antananarivo | 100 m hs    | Oro        | -           | [ 2 ] |
| 2007 | Giochi delle isole dell'Oceano Indiano | Antananarivo | 100 m piani | Argento    | -           |       |
| 2008 | Mondiali indoor                        | Valencia     | 60 m piani  | Batteria   | 7"71        |       |
| 2008 | Giochi olimpici                        | Pechino      | 100 m piani | Batteria   | 11"88       |       |
| 2009 | Mondiali                               | Berlino      | 100 m piani | Batteria   | 11"80       |       |
| 2010 | Mondiali indoor                        | Doha         | 60 m piani  | Batteria   | dq          |       |
| 2011 | Mondiali                               | Taegu        | 100 m piani | Batteria   | 12"21       |       |
| 2011 | Giochi panarabi                        | Doha         | 100 m piani | 4ª         | 12"38       |       |
| 2011 | Giochi panarabi                        | Doha         | 200 m piani | 6ª         | 25"69       |       |
| 2012 | Giochi olimpici                        | Londra       | 100 m piani | Batteria   | 11"86       |       |
| 2012 | Mondiali indoor                        | Istanbul     | 60 m piani  | Batteria   | 7"49        |       |
| 2012 | Africani                               | Porto-Novo   | 100 m piani | Semifinale | 11"94       |       |
| 2012 | Africani                               | Porto-Novo   | 200 m piani | 8ª         | 24"61       |       |